# Pilang Gede
Pilang Gede is een bestuurslaag in het regentschap Bojonegoro van de provincie Oost-Java, Indonesië. Pilang Gede telt 1519 inwoners (volkstelling 2010).